# Пенья, Бриан
Бриан Пенья Перес-Вико (исп. Brian Peña Perez-Vico; род. 20 июня 2002, Вильяфранка-дель-Пенедес, Испания) — испанский футболист, полузащитник клуба «Рига».

## Карьера
Играл в молодёжных командах «Эспаньола» и «Барселоны». В октябре 2021 года перешёл в словацкий «Земплин». Дебютировал в Чемпионате Словакии 16 октября 2021 годав матче с «Сеницей». Забил дебютный мяч в матче с ФК «Тренчин». В июне 2023 года стал игроком ФК «Рига». Дебютировал в Высшей лиге Латвии 26 июня 2023 года в матче с ФК «Елгава». В июле 2023 года сыграл в матче квалификации Лиги Конференций УЕФА с «Викингуром».